# Yannick Imbs
Yannick Imbs (* 5. Juli 1985 in Straßburg) ist ein französischer Fußballspieler.

## Karriere
Yannick Imbs begann mit dem Fußballspielen im Elsass und wechselte 2001 in die Nachwuchsakademie von Racing Straßburg. Bei den Straßburgern trainierte Imbs auch bei den Profis, kam allerdings zu keinem Einsatz. 2005 absolvierte er ein Probetraining beim damaligen italienischen Drittligisten SPAL Ferrara, allerdings scheiterte eine Verpflichtung am Veto von Racing Straßburg. Nach weiteren vier Probetrainings – ebenfalls bei italienischen Drittligisten – kehrte Imbs nach Frankreich zurück und schloss sich Ende des Jahres 2006 dem Amateurverein AS Erstein an. In der Saison 2008/09 spielte er bei der US Reipertswiller aus Reipertswiller und wechselte später auf die andere Rheinseite zum deutschen Oberligisten Kehler FV. Sofort wurde Imbs Stammspieler und Leistungsträger. In seiner ersten Saison bestritt er 32 Einsätze, in denen ihm 14 Treffer gelangen. In der Saison darauf bestritt er ebenfalls 32 Einsätze, wobei er mit 24 Treffern Torschützenkönig der Oberliga Baden-Württemberg wurde. Mit diesen guten Leistungen erweckte er das Interesse von anderen Klubs aus Deutschland (u. a. von Ligakonkurrent SV Waldhof Mannheim).
Zur Saison 2011/12 wechselte Imbs zum SV Sandhausen in die 3. Liga. Sein Debüt im Profifußball gab er am 25. November 2011, als er im Spiel gegen den VfL Osnabrück nach 85 Minuten für Aykut Öztürk eingewechselt wurde. Es folgte jedoch nur noch ein weiterer Kurzeinsatz und in der Winterpause lieh sich der Verein einen weiteren Stürmer aus. Am 1. Februar 2012 löste Imbs seinen bis Saisonende laufenden Vertrag aus persönlichen Gründen auf; er wollte wieder bei einem Verein in seiner Heimat aktiv sein, im Speziellen bei einem Klub in der Nähe von Straßburg. Kurze Zeit später unterschrieb er beim Straßburger Vorortklub und Fünftligisten SC Schiltigheim. In den folgenden fünf Jahren für den SC Schiltigheim und während eines einjährigen Intermezzos beim FCSR Hagenau (2014/15) erzielte Imbs insgesamt 35 Tore in der fünften Spielklasse (CFA 2, heute National 3).
Im August 2017 kehrte Imbs zum nun sechstklassigen Kehler FV zurück, verließ den Verein jedoch in der Winterpause schon wieder und wechselte zum französischen Club Stadium Racing Colmar, mit dem er 2018 den Coupe d'Alsace gewann und 2019 als Mannschaftskapitän von der Régional 2 Alsace (Haut-Rhin) in die Régional 1 Alsace aufstieg.